# Tatort: Oskar
Oskar ist ein Fernsehfilm aus der Kriminalreihe Tatort der ARD und des ORF. Der Film wurde vom HR produziert und am 21. April 2002 im Programm Das Erste zum ersten Mal gesendet. Für die Frankfurter Ermittler Dellwo und Sänger ist diese 498. Tatort-Folge ihr erster gemeinsamer Fall. Der Dienstantritt von Charlotte Sänger bei der Mordkommission präsentiert ihr gleich zu Beginn einen Fall, der zu Herzen geht: Ein toter Säugling wird entdeckt und die Mutter dazu gesucht.

## Handlung
Charlotte Sänger trifft frisch aus dem Wirtschaftsdezernat bei der Ermittlungsgruppe 3 der Mordkommission in Frankfurt ein. Sie ist von ihrer alten Dienststelle weggegangen, weil sie das Mobbing nicht mehr ausgehalten hat. Ihr Kollege Fritz Dellwo ist so mit seinem aktuellen Fall beschäftigt, dass er sie gar nicht richtig begrüßen kann. Ehe sie sich einarbeiten kann, soll sie gleich in die Gerichtsmedizin zu einer Obduktion. Dort trifft sie auf Staatsanwalt Scheer, der ihr kurz den Fall erläutert. Drei Jugendliche haben den Kassierer eines Pornokinos erstochen. Die Sachlage ist relativ eindeutig und so kann der Fall zügig und mit Erfolg abgeschlossen werden. Die allgemeine Begrüßung wird daher am Abend in der Stammkneipe kurz nachgeholt. Doch noch in der Nacht werden Dellwo und Sänger zu einem neuen Fall gerufen. Ein männlicher Säugling wurde tot in einer Müllaufbereitungsanlage gefunden. Die Mutter hatte ihn in ein Handtuch gewickelt und in einen Altpapiercontainer gelegt. Auf der Rückfahrt in die Stadt nimmt Dellwo seine neue Kollegin im Wagen mit und versucht den Kontakt zwischen ihnen ein wenig aufzubessern. Er geht sofort zum Du über, doch seine Kollegin bleibt distanziert. Er selbst hat daneben private Probleme, da seine Frau dabei ist, ihn zu verlassen.
Sänger nimmt die Suche nach der Herkunft des Babys auf. Ein Müllfahrer kann sich erinnern, dass an einem Container ein roter, herzförmiger Luftballon angebunden war, was möglicherweise ein Hinweis sein könnte. Papierreste und der EAN-Code eines Schuhkartons in unmittelbarer Nähe des Säuglings bringen eine Spur, zu einer schwangeren Kundin eines Schuhgeschäfts. Somit wird der Container zu kriminaltechnischen Untersuchung sichergestellt und das Gebiet drum herum weiträumig abgesucht. Sänger ist davon überzeugt, dass die junge Mutter, da sie den Container mit einem Luftballon liebevoll markiert hat, auch in Sichtnähe desselben wohnen dürfte.
Da die Presse informiert wurde, meldet sich plötzlich die junge Mutter per Telefon. Sie gibt an, dass sie das nicht wollte. Sie versteht nicht, dass man ihr Kind nicht gefunden hat. Sie klingt verzweifelt und Sängers Ahnung führt sie zu dem Hochhaus in der Nähe des Containers. Dort war eine einzige Wohnung, die sie nicht überprüfen konnten, weil der Mieter im Krankenhaus ist. Die Ermittler sehen sich dort um, können aber keinen entsprechenden Hinweis finden. Sänger meint, jemanden auf dem Dach gesehen zu haben, doch fahren sie wieder ins Präsidium zurück, um den Fall als ungelöst abzulegen.
Unerwartet kommt kurz vor Feierabend ein Anruf aus der Rechtsmedizin. Die Gerichtsmedizinerin meldet eine junge Frau da zu haben, die von einem Hochhaus gesprungen ist und vor kurzem entbunden haben dürfte. Ein DNA-Abgleich mit dem gefundenen Säugling wäre in Arbeit.

## Hintergrund
Der Film wurde vom HR in Zusammenarbeit mit Degeto Film in Frankfurt und Umgebung gedreht. Die Filmmusik wurde teilweise nach Motiven der 2. Symphonie „Auferstehung“ von Gustav Mahler komponiert.
Wesentliche Teile der Handlung spielen rund um den Güterplatz, den Stadtteil Gallus und das Gelände des ehemaligen Hauptgüterbahnhofs im heutigen Europaviertel. Die Bebauung ist an einigen Standorten heute wesentlich verändert. Bei mehreren Einstellungen am Güterplatz beispielsweise fehlen im Vergleich zum heutigen Bauzustand (2019) Skyline Plaza und Tower 185, während am City-Haus I und an der Hauptverwaltung der Sparda-Bank Hessen die früheren Fassaden zu sehen sind. Weitere Szenen im Viertel spielen am Bahnhof Galluswarte sowie in einem nicht näher benannten „Hochhaus“ nahe dem heutigen Lia-Wöhr-Platz. Bei den Nachforschungen in der Innenstadt sind unter anderem die Hauptwache samt B-Ebene zu sehen, eine Szene spielt im traditionsreichen Schuhgeschäft Hako (geschlossen 2014).
Das Haus, in dem Charlotte Sänger mit ihren Eltern lebt, steht im Niederschelder Weg in Frankfurt-Heddernheim.

## Rezeption

### Kritik
Rainer Tittelbach von tittelbach.tv urteilt anerkennend: „Selten gab es einen so starken ‚Tatort‘-Auftakt wie diesen vom Hessischen Rundfunk. Wer hätte das gedacht, nachdem uns Kommissar Brinkmann, der Mann mit der Fliege, jahrelang durch muffige Frankfurter Allerweltskrimis begleitet hat.“
Die Kritiker der Fernsehzeitschrift TV Spielfilm meinen, dieser Tatort ist ein „bedrückender Fall, der zu Herzen geht.“

### Einschaltquoten
Die Erstausstrahlung von Oskar am 21. April 2002 wurde in Deutschland von insgesamt 8,42 Millionen Zuschauern gesehen und erreichte einen Marktanteil von 24,12 Prozent für Das Erste.